# Parashorea malaanonan
Parashorea malaanonan es una especie de árbol perteneciente a la familia Dipterocarpaceae. Se encuentra en las Filipinas y la costa norte de Sabah en Borneo. 

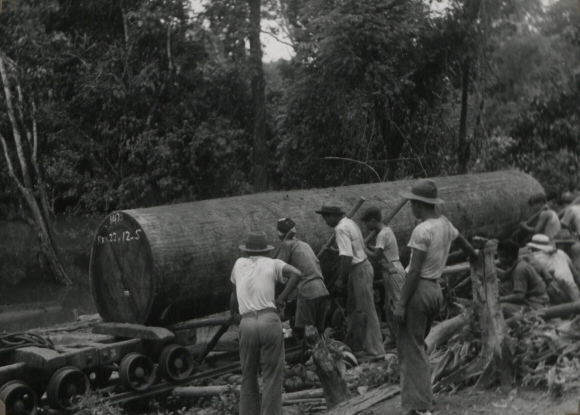
Vista de los troncos cortados

## Descripción
Es un gran árbol que alcanza un tamaño de hasta 60 m de altura, que se encuentra en los bosques mixtos de dipterocarpáceas en profundos suelos arcillosos friables. Todavía se puede encontrar en las reservas forestales en la costa este de Sabah aunque en otros lugares se ve amenazada por la pérdida de hábitat. La madera es una madera dura que se vende bajo el nombre comercial de White Lauan o White Seraya.

## Taxonomía
Parashorea malaanonan fue descrita por (Blanco) Merr. y publicado en Sp. Blancoanae 271 (1918).
Etimología
Parashorea: nombre genérico que deriva del griego  (para = similar a) y se refiere a la similitud con el género  Shorea. 
malaanonan: epíteto que deriva del tagalo (mala = falso y anonang = chirimoya) y que es un supuesto nombre vernáculo para esta especie.  
Sinonimia
- Dipterocarpus malaanonan (Blanco) Blanco
- Mocanera malaanonan Blanco
- Parashorea plicata Brandis
- Shorea malaanonan (Blanco) Blume[4]